# Sarteano
Sarteano là một đô thị ở tỉnh Siena trong vùng Toscana, có cự ly khoảng 100 km về phía đông nam của Florence và khoảng 60 km về phía đông nam của Siena.
Sarteano giáp các đô thị: Cetona, Chianciano Terme, Chiusi, Pienza, Radicofani, San Casciano dei Bagni.